# 124 Batalion WOP
124 Batalion WOP – samodzielny pododdział Wojsk Ochrony Pogranicza.

## Formowanie i zmiany organizacyjne
Na podstawie rozkazu MBP nr 043/org z 3 czerwca 1950, na bazie 8 Brygady Ochrony Pogranicza, sformowano 12 Brygadę Wojsk Ochrony Pogranicza, a z dniem 1 stycznia 1951 44 batalion z Trzebieży przemianowano na 124 batalion WOP.
Dowództwo i sztab batalionu stacjonowało w Trzebieży. Składało się z 72 wojskowych. W 1956 rozwiązano sztab batalionu, a siedzibę dowództwa przeniesiono do Polic i zakwaterowano w strażnicy portowej Police. W skład dowództwa wchodziło 5 wojskowych. W 1958 liczyło 10 wojskowych a w 1960 – 26 żołnierzy. 
124 batalion WOP Police został rozformowany w 1963. Strażnice rozformowanego batalionu podporządkowano 123 batalionowi w Szczecinie. Strażnice III kategorii Karszno i Myślibórz Wielki oraz kategorii I Dobieszyn przekazano pod dowództwo batalionu WOP Szczecin. Strażnicę kategorii III Wydrzany o stanie 53 wojskowych rozformowano, a jej odcinek przekazano pod ochronę strażnicy kategorii I Świnoujście-lądowa. Strażnicę kategorii IV Police o stanie 27 wojskowych także rozformowano, a nadzór nad ruchem statków na trasie Szczecin-Świnujscie powierzono batalionowi portowemu Szczecin.

## Struktura organizacyjna
- dowództwo, sztab i pododdziały przysztabowe[6] – Trzebież
  - strażnica nr 64 – Stolec
  - strażnica nr 65 – Dobieszczyn
  - strażnica nr 66 – Myślibórz Wielki
  - strażnica nr 67 – Karszno
  - strażnica nr 68 – Podgrodzie

1 stycznia 1960 batalionowi WOP Police podlegały:
- 7 strażnica WOP III kategorii Police
- 8 strażnica WOP III kategorii Karszno
- 9 strażnica WOP III kategorii Myślibórz Wielki
- 10 strażnica WOP I kategorii Dobieszczyn

## Dowódcy batalionu
- kpt. Józef Juszkiewicz (1952–?)
- kpt. Władysław Krupa (1953–1956)
- mjr Lucjan Dąbrowski (1956–1962)